# Sedum sekiteiense
Sedum sekiteiense är en fetbladsväxtart som beskrevs av Yamamoto. Sedum sekiteiense ingår i Fetknoppssläktet som ingår i familjen fetbladsväxter. Inga underarter finns listade i Catalogue of Life.